# Zaan

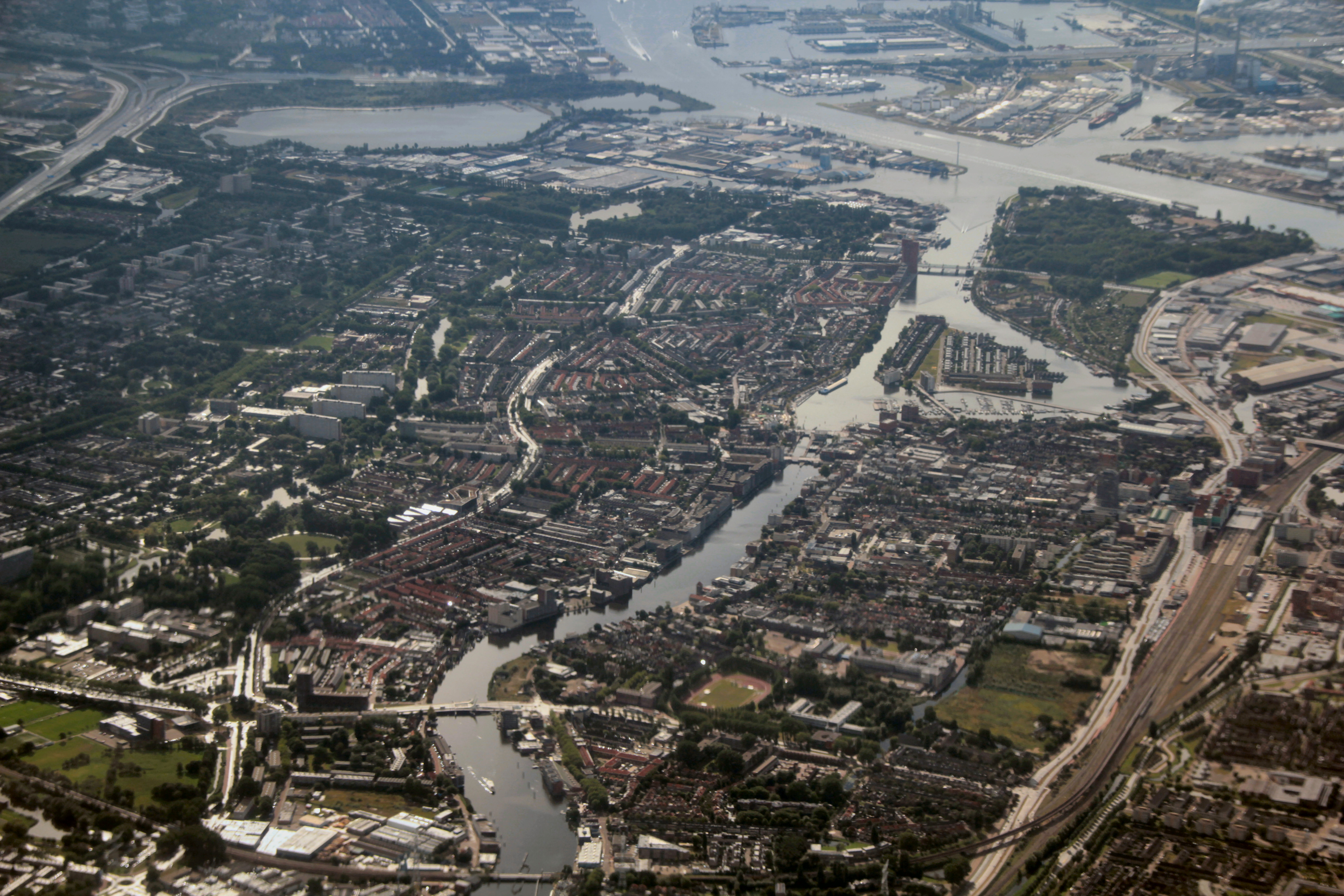
Luchtfoto van de Zaan, gezien naar het zuidoosten; september 2013.

De Zaan is een historische waterloop van 13,5 kilometer in de Zaanstreek in Noord-Holland. De waterloop begint vanaf de Tapsloot ten noorden van Zaanstad en komt uit in het Noordzeekanaal via de Voorzaan.

## Geschiedenis
Voor de aanleg van de droogmakerijen en het Noordzeekanaal liep de Zaan van het Starnmeer naar het IJ. Langs de oever van de Zaan ontstonden aanvankelijk door lintbebouwing buurtschappen als Oostknollendam, Westknollendam, Molletjesveer, Wormer, Wormerveer, Zaandijk, Koog aan de Zaan, Haaldersbroek, 't Kalf, Oostzaandam en Westzaandam (in 1812 samengesmolten tot de 'stad' Zaandam).
Strikt genomen is de Zaan de door indijking verkregen waterloop tussen de 'Knollendam' ter hoogte van Oost- en Westknollendam in het noorden en de 'Zaandam' in het huidige Zaandam in het zuiden. Door het openen en sluiten van die twee dammen kon men de waterstand in de Zaan bij noord- en zuidwesterstorm reguleren. Door middel van sluizen aan beide zijden van de ‘Zaandijk’, als de Oostknollendammersluis en de Poelsluis (naar het Zwet), de Bartelsluis naar de Engewormer, de Gerrit Jan Honigsluis, de Mallegatsluis en de Papenpadsluis (naar de polder Westzaan) stond de Zaan in verbinding met het ‘veld’, het weidelandschap ten westen en ten oosten van de Zaan dat reikte tot Westzaan en Oostzaan.
De waterloop tussen de 'Zaandam' en het historische IJ, nu het Noordzeekanaal, noemt men de Voorzaan. Tussen 1879 en 1884 werd de Voorzaan verbouwd tot Zijkanaal G van het Noordzeekanaal, waarbij het Oostzijder Kattengat, een eiland vóór de 'Zaandam', werd doorgraven, zodat er een rechte vaarweg ontstond tussen het Noordzeekanaal en de Zaansluis van Zaandam. Wat er overbleef van het Oostzijder Kattengat werd in gebruik genomen door de houthaven, met name door houthandel William Pont, en werd het gebruikt voor houtopslag. Met het verdwijnen van de houthaven kreeg het 'William Pont eiland' een woonbestemming, die in de jaren 90 van de 20e eeuw gerealiseerd werd, en een nieuwe naam: Zaaneiland. De Zaan telt nog enkele andere eilanden, zoals de voormalige vuilstortplaats Bloemendaal nabij Westknollendam.

## Wegen langs de Zaan
Langs de westoever van de Zaan lopen achtereenvolgens in Zaandam, Koog aan de Zaan, Zaandijk en Wormerveer wegen met de naam Westzijde, Zuideinde, Raadhuisstraat, Lagendijk (Koog aan de Zaan), Hoogstraat, Lagedijk (Zaandijk), Zaandijkerweg, Zuideinde, Dubbelebuurt, Zuideinde, Zaanweg, Noordeinde, Noorddijk en Piet Kuiperlaan. Zijstraten van de Noorddijk - Thalassa, Antigua en Antlantis - lopen ook langs de westoever van de Zaan. Langs de oostoever van de Zaan lopen achtereenvolgens in Zaandam en Wormer wegen met de naam Oostzijde, Kalf, Kalveringdijk, Enge Wormer, Veerdijk, Wormerringdijk en Dorpsstraat.

## Bruggen over de Zaan
De bruggen over de Zaan van noord naar zuid:
| Nr.: | Naam:                 | Soort:                     | Traject:                                                 | Afbeelding:                                |
| ---- | --------------------- | -------------------------- | -------------------------------------------------------- | ------------------------------------------ |
| 1    | Prins Clausbrug       | verkeersbrug (basculebrug) | Wormer (Ned Benedictweg - Noordweg)                      |                                            |
| 2    | Zaanbrug              | verkeersbrug (ophaalbrug)  | Wormerveer - Wormer (Edisonstraat - Nieuweweg)           |                                            |
| 2a   | Tijdelijke Zaanbrug   | verkeersbrug (basculebrug) | Wormerveer - Wormer (Lassiestraat)                       | Tijdelijke brug tijdens nieuwbouw Zaanbrug |
| 3    | Julianabrug           | verkeersbrug (basculebrug) | Zaandijk - Zaandam (Guisdijk - Leeghwaterweg)            |                                            |
| 4    | Coenbrug              | verkeersbrug (basculebrug) | Amsterdam - Uitgeest                                     |                                            |
| 5    | Willem Alexanderbrug  | verkeersbrug (basculebrug) | Koog aan de Zaan - Zaandam (Leliestraat - Paltrokstraat) |                                            |
| 6    | Spoorbrug Zaandam     | spoorbrug (draaibrug)      | Zaandam - Enkhuizen (spoorlijn Zaandam - Enkhuizen)      |                                            |
| 7    | Bernhardbrug          | verkeersbrug (basculebrug) | Zaandam (Vincent van Goghweg)                            | Tweede brug van onder                      |
| 9    | Beatrixbrug           | verkeersbrug (basculebrug) | Zaandam (Peperstraat)                                    | Sluis met bruggen in midden                |
| 10   | Wilhelminabrug        | verkeersbrug (basculebrug) | Zaandam (Wilhelminastraat)                               | Sluis met bruggen in midden                |
| 11   | Dr. J.M. den Uylbrug* | verkeersbrug (basculebrug) | Zaandam (Dr. J.M. den Uylweg)                            | Eerste brug van boven                      |

* Deze brug ligt over het Zijkanaal G.

## Afbeeldingen

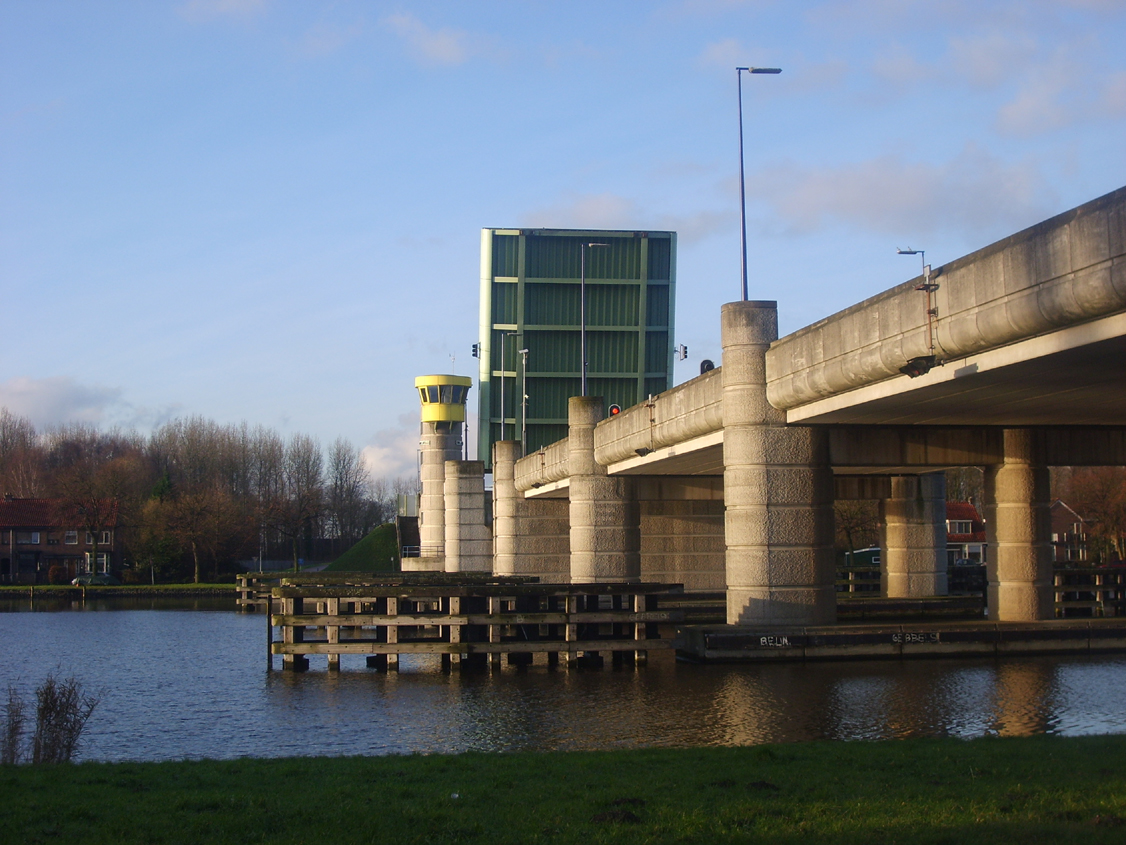
Dr. J.M. den Uylbrug over de Voorzaan
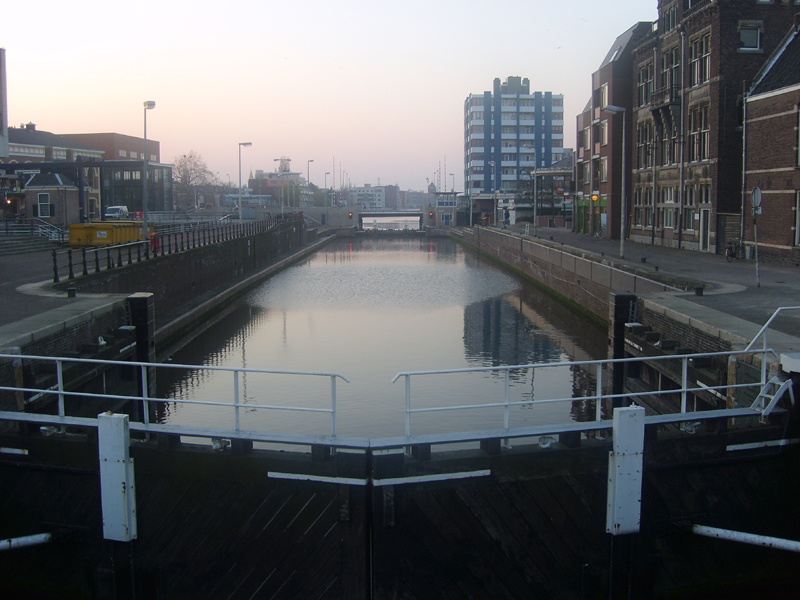
Sluis tussen de Beatrixbrug en de Willhelminabrug te Zaandam. Vanaf hier naar het noorden tot Oost- en West-Knollendam loopt de Zaan.
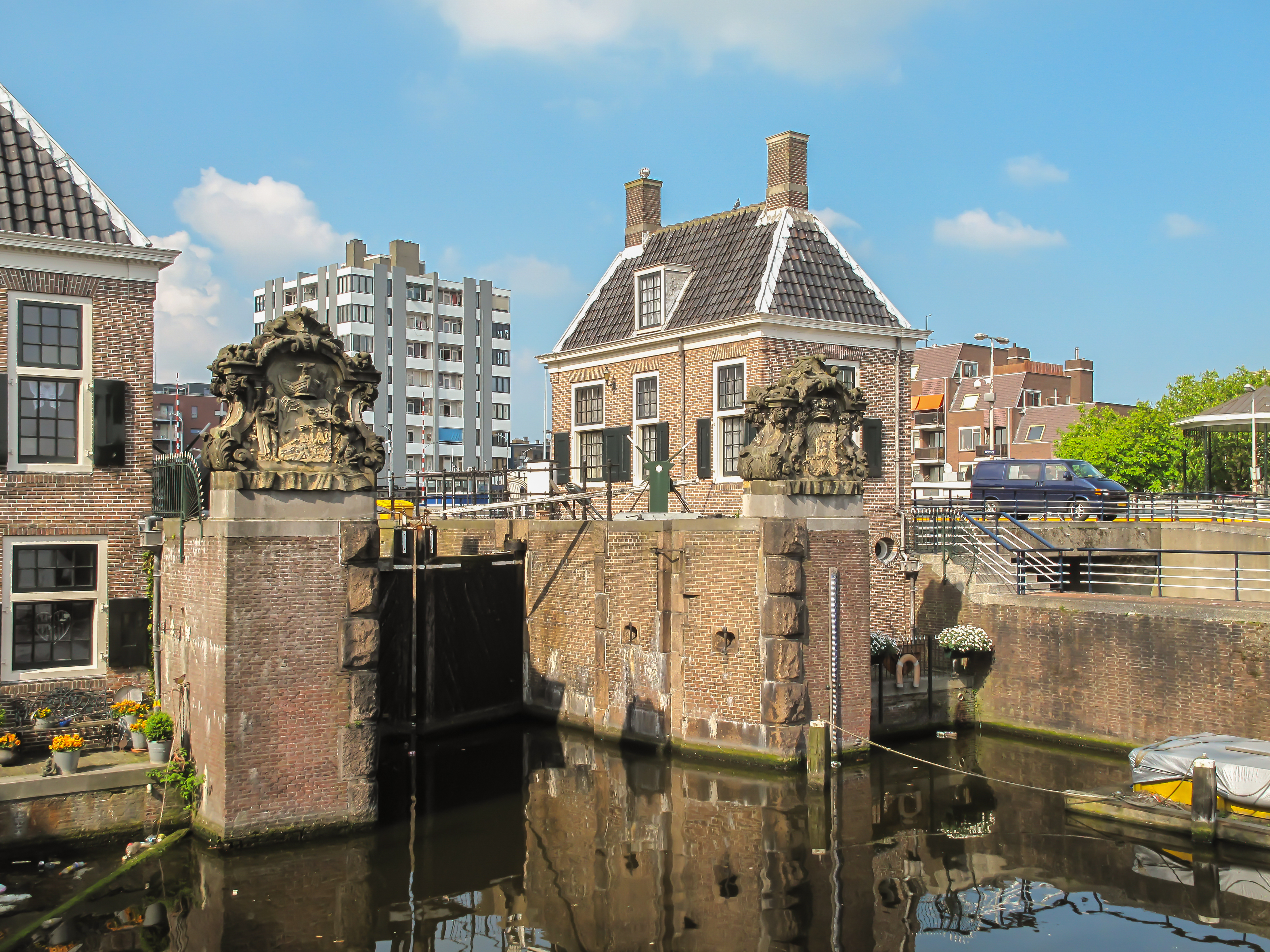
De oude Hondsbossche sluis te Zaandam.
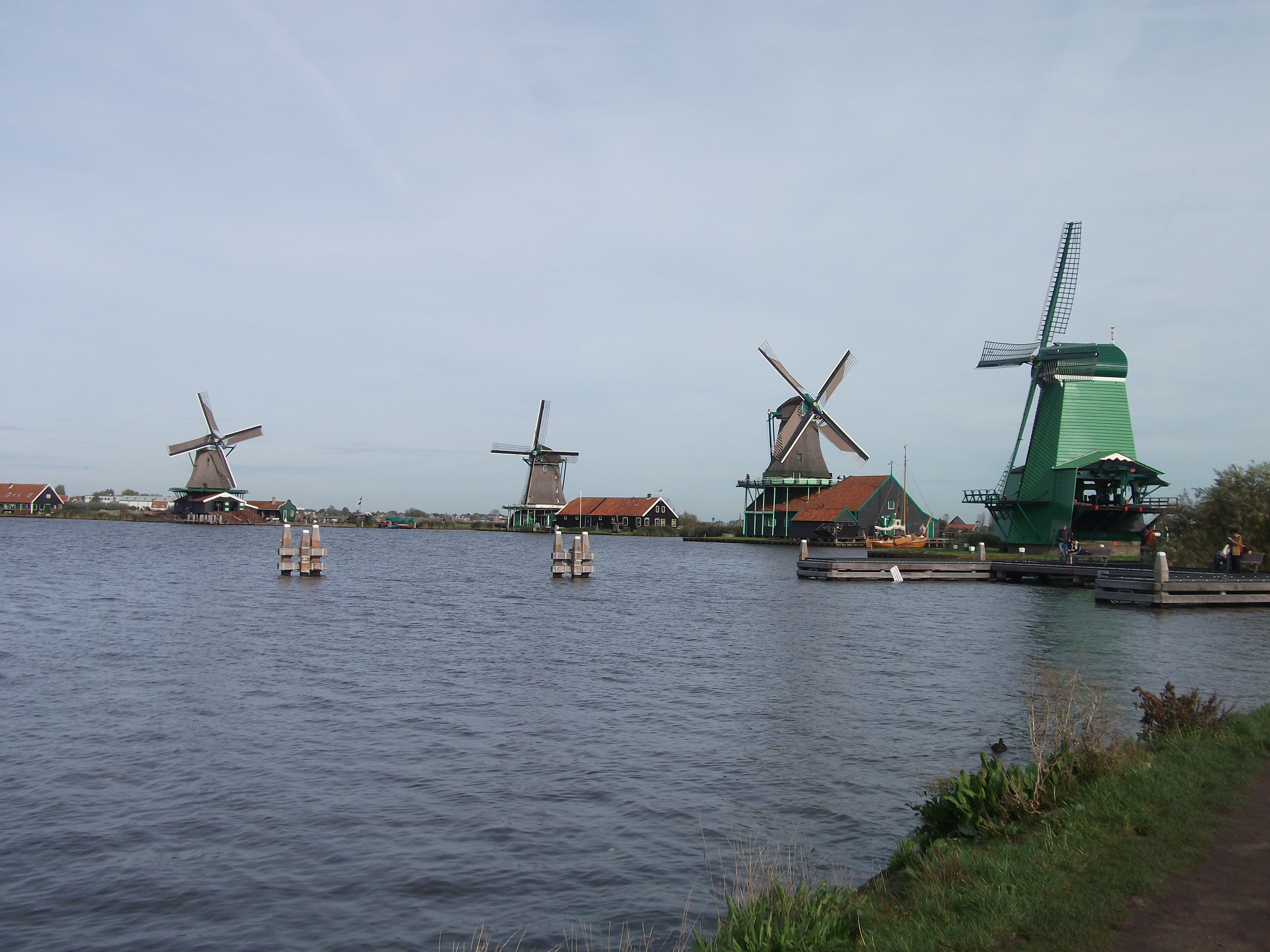
De Zaan met molens van de Zaanse Schans langs de oever.

## Eilanden in de Zaan
Het eiland Bloemendaal ligt in de Zaan ter hoogte van Westknollendam.

## Veerdienst over de Zaan
Van januari 2018 tot eind september 2022 voer de Zaanferry tussen Amsterdam en de Zaanse Schans.